# Soulce
Soulce är en ort i kommunen Haute-Sorne i kantonen Jura i Schweiz. Den ligger cirka 9 kilometer sydväst om Delémont. Orten har 207 invånare (2021).
Orten var före den 1 januari 2013 en egen kommun, men slogs då samman med kommunerna Bassecourt, Courfaivre, Glovelier och Undervelier till den nya kommunen Haute-Sorne.